# Брет-Гарт (Каліфорнія)
Брет-Гарт (англ. Bret Harte) — переписна місцевість (CDP) в США, в окрузі Станіслаус штату Каліфорнія. Населення — 5135 осіб (2020).

## Географія
Брет-Гарт розташований за координатами 37°36′7″ пн. ш. 121°0′16″ зх. д. / 37.60194° пн. ш. 121.00444° зх. д. (37.602067, -121.004381).  За даними Бюро перепису населення США в 2010 році переписна місцевість мала площу 1,42 км², уся площа — суходіл.

## Демографія
Згідно з переписом 2010 року, у переписній місцевості мешкали 5152 особи в 1185 домогосподарствах у складі 1020 родин. Густота населення становила 3625 осіб/км².  Було 1293 помешкання (910/км²).
Расовий склад населення:
| - 47,4 % — білих - 1,0 % — корінних американців - 1,0 % — чорних або афроамериканців - 0,9 % — вихідців з тихоокеанських островів - 0,8 % — азіатів - 45,2 % — осіб інших рас |

До двох чи більше рас належало 3,8 %. Частка іспаномовних становила 82,9 % від усіх жителів.
За віковим діапазоном населення розподілялося таким чином: 35,9 % — особи молодші 18 років, 58,5 % — особи у віці 18—64 років, 5,6 % — особи у віці 65 років та старші. Медіана віку мешканця становила 25,5 року. На 100 осіб жіночої статі у переписній місцевості припадало 109,4 чоловіків;  на 100 жінок у віці від 18 років та старших — 106,8 чоловіків також старших 18 років.
Середній дохід на одне домашнє господарство  становив 37 919 доларів США (медіана — 28 361), а середній дохід на одну сім'ю — 37 438 доларів (медіана — 28 258). За межею бідності перебувало 45,0 % осіб, у тому числі 55,3 % дітей у віці до 18 років та 28,5 % осіб у віці 65 років та старших.
Цивільне працевлаштоване населення становило 1686 осіб. Основні галузі зайнятості: сільське господарство, лісництво, риболовля — 21,4 %, науковці, спеціалісти, менеджери — 15,2 %, будівництво — 13,3 %, роздрібна торгівля — 11,7 %.